# Antiga seu de la Societat Coral La Llebre
L'Antiga seu de la Societat Coral La Llebre és un edifici de Castellar del Vallès (Vallès Occidental) protegit com a Bé Cultural d'Interès Local.

## Descripció
L'edifici el Coral presenta una distribució simètrica al frontis, amb la utilització d'elements classicistes en la seva decoració. La porta marca l'eix de simetria. A cada banda tres parelles de finestres separades entre sí per una pilastra amb capitells amb motius florals. Sobremunta els capitells una cornisa que recorre l'edifici, decorada sobre la porta amb motius amb palmetes. L'interior de l'edifici és la part que ha sofert més transformacions al llarg de la seva història, provocades per la necessitat d'adequar-lo a les seves successives utilitzacions.

## Història
La primera utilització fou la de Seu de la societat Coral "La Llebre". S'inaugurà l'edifici el 25 de juliol de 1904. Anys més tard patí la seva primera remodelació: es convertí en el Cafè i Cine Mundial. A l'any 1936 es reformà el seu interior i es va adaptar com Mercat Municipal. Actualment la seva utilitat és la de guarderia, amb la corresponen remodelació de l'interior. El nom que porta recorda la seva primitiva funció: "El Coral